# Peter Woulfe
 (avril 2021).
Si vous disposez d'ouvrages ou d'articles de référence ou si vous connaissez des sites web de qualité traitant du thème abordé ici, merci de compléter l'article en donnant les références utiles à sa vérifiabilité et en les liant à la section « Notes et références ».
Peter Woulfe (Limerick, 1727 - Londres, 1803) est un chimiste et minéralogiste irlandais.

## Biographie
En 1771, il rapporte la formation d'un colorant jaune par traitement d'indigo avec de l'acide nitrique, le produit formé, l'acide picrique, est le premier colorant synthétique. Il sera utilisé à partir de 1849 pour teinter de la soie. En 1885, Eugène Turpin découvre que l'acide picrique peut être utilisé pour la fabrication d'explosif.
Il est le premier, en 1779, à avoir soupçonné l'existence d'un élément chimique alors inconnu dans la wolframite, le tungstène. Il met au point un nouveau procédé de purification du phosphore. On le connaît aussi pour l'invention de la bouteille de Woulfe, une bouteille à trois goulots permettant de faire circuler un gaz dans un liquide.
Woulfe est membre de la Royal Society et titulaire de la médaille Copley.